# Phorbia coronata
Phorbia coronata este o specie de muște din genul Phorbia, familia Anthomyiidae. A fost descrisă pentru prima dată de Holmgren în anul 1883. Conform Catalogue of Life specia Phorbia coronata nu are subspecii cunoscute.